# Noorwegen op het Eurovisiesongfestival 2007

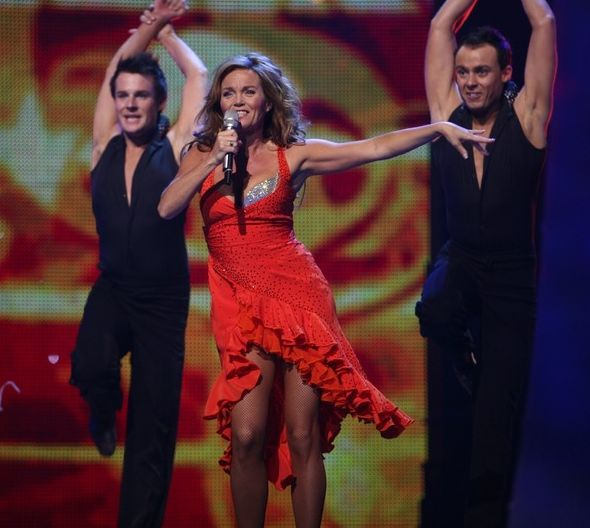
Guri Schanke live in Helsinki, mei 2007

Noorwegen nam deel aan het Eurovisiesongfestival 2007 in Helsinki, Finland. NRK was verantwoordelijk voor de Noorse bijdrage voor de editie van 2007.

## Selectieprocedure
Melodi Grand Prix 2007 was het televisieprogramma waarin de Noorse kandidaat werd gekozen voor het Eurovisiesongfestival 2007.
Net als in 2006 waren er drie halve finales gehouden voorafgaand aan de finale, via televoting ging de top vier verder naar de volgende ronde, twee naar de finale en twee naar de laatste-kansronde.
Op 12 oktober 2006 maakte de omroep NRK bekend dat ze 464 liedjes voor Melodi Grand Prix 2007 hadden ontvangen, de helft hiervan kwam uit Zweden.
Net als in 2006 presenteerden Synnøve Svabø en Stian Barsnes Simonsen alle vijf programma's.

## Schema
| Datum            | Stad   | Zaal                       | voorronde           |
| ---------------- | ------ | -------------------------- | ------------------- |
| 20 januari 2007  | Alta   | Finnmarkshallen            | eerste halve finale |
| 27 januari 2007  | Bodø   | Bodø Spektrum              | tweede halve finale |
| 3 februari 2007  | Stokke | Brunstad Conference Center | derde halve finale  |
| 8 februari 2007  | Oslo   | Oslo Spektrum              | tweede kans ronde   |
| 10 februari 2007 | Oslo   | Oslo Spektrum              | finale              |

## Finale
Guri Schanke won met het lied lied Ven a bailar conmigo van componist Thomas G:Son de Noorse finale.
| Nr. | Lied                     | Artiest                              | Schrijvers                                          | Resultaat  |
| --- | ------------------------ | ------------------------------------ | --------------------------------------------------- | ---------- |
| 1   | "Hooked On You"          | Infinity                             | Birgitte Moe, Rune Minde                            | Out        |
| 2   | "Vil du ha svar?"        | Jenny Jensen                         | Mats Larsson, Åsa Karlsstrøm                        | Out        |
| 3   | "Maybe"                  | Trine Rein met Andreas Ljones        | Niclas Molinder, Joachim Persson, Pelle Ankarberg   | Out        |
| 4   | "Chicken Rodeo"          | Dusty Cowshit                        | Dusty Cowshit                                       | Gold Final |
| 5   | "Love On The Dancefloor" | Torhild Sivertsen & The Funky Family | Taiwo Karlsen, Kehinde Karlsen                      | Out        |
| 6   | "Rocket Ride"            | Jannicke Abrahamsen                  | Knut-Øyvind Hagen, Thomas G:son, Andreas Rickstrand | Gold Final |
| 7   | "Wannabe"                | Crash!                               | Trond "Teeny" Holter                                | Gold Final |
| 8   | "Ven a bailar conmigo"   | Guri Schanke                         | Thomas G:son                                        | Gold Final |

| Lied                   | Artiest             | Schrijvers (s)                                      | Jury   | Televotes | Totaal  | Plaats |
| ---------------------- | ------------------- | --------------------------------------------------- | ------ | --------- | ------- | ------ |
| "Chicken Rodeo"        | Dusty Cowshit       | Dusty Cowshit                                       | 14,000 | 55,062    | 69,062  | 4      |
| "Rocket Ride"          | Jannicke Abrahamsen | Knut-Øyvind Hagen, Thomas G:son, Andreas Rickstrand | 14,000 | 64,443    | 78,443  | 2      |
| "Wannabe"              | Crash!              | Trond "Teeny" Holter                                | 24,000 | 46,203    | 70,203  | 3      |
| "Ven a bailar conmigo" | Guri Schanke        | Thomas G:son                                        | 14,000 | 94,541    | 108,541 | 1      |

### Stemming
| Lied                   | Jury's | Jury's | Jury's | Jury's | Televotingregio's | Televotingregio's | Televotingregio's | Televotingregio's  | Televotingregio's | Televotingregio's |
| Lied                   | Alta   | Bodø   | Stokke | Totaal | Oost Noorwegen    | Zuid Noorwegen    | Noord Noorwegen   | Centraal Noorwegen | West Noorwegen    | Totaal            |
| ---------------------- | ------ | ------ | ------ | ------ | ----------------- | ----------------- | ----------------- | ------------------ | ----------------- | ----------------- |
| "Chicken Rodeo"        | 2,000  | 10,000 | 2,000  | 14,000 | 30,508            | 11,761            | 2,923             | 4,473              | 5,397             | 55,062            |
| "Rocket Ride"          | 6,000  | 2,000  | 6,000  | 14,000 | 32,902            | 13,179            | 3,869             | 6,604              | 7,879             | 64,443            |
| "Wannabe"              | 10,000 | 4,000  | 10,000 | 24,000 | 24,684            | 8,634             | 2,478             | 4,489              | 5,918             | 46,203            |
| "Ven a bailar conmigo" | 4,000  | 6,000  | 4,000  | 14,000 | 50,867            | 12,021            | 6,225             | 11,829             | 13,599            | 94,541            |

## Halve finales

### Eerste halve finale
| Nr. | Lied                     | Artiest                                | Schrijvers                     | Resultaat     |
| --- | ------------------------ | -------------------------------------- | ------------------------------ | ------------- |
| 1   | "Love On The Dancefloor" | Torhild Sivertsen and The Funky Family | Taiwo Karlsen, Kehinde Karlsen | Final         |
| 2   | "Goodbye To Yesterday"   | Blue Moon Band                         | Kjetil Røsnes, Kirsti Johansen | Siste Sjansen |
| 3   | "Perfect Sin"            | Marika Lejon                           | Adam Kalvermark                | Out           |
| 4   | "Livets små stjerner"    | Marianne Solberg                       | Kirsti Carr                    | Out           |
| 5   | "Are You Ready?"         | Stian Joneid                           | Kim A. Hagen, Hans Petter Moen | Siste Sjansen |
| 6   | "Hooked On You"          | Infinity                               | Birgitte Moe, Rune Minde       | Final         |

### Tweede halve finale
| Nr. | Lied                   | Artiest          | Schrijvers                                                                                  | Resultaat     |
| --- | ---------------------- | ---------------- | ------------------------------------------------------------------------------------------- | ------------- |
| 1   | "Ven a bailar conmigo" | Guri Schanke     | Thomas G:son                                                                                | Final         |
| 2   | "Better Than This"     | Hazen            | Mikael Jensen, Eivind Skådal, Morten Hazen                                                  | Siste Sjansen |
| 3   | "Under stjernene"      | Malin Schavenius | Thomas Thörnholm, Dan Attlerud, Kurre Westling, Micke Løvdalen                              | Siste Sjansen |
| 4   | "I Wanna Be With You"  | Andreea          | Maria Marcus                                                                                | Out           |
| 5   | "Unbelievable"         | Amelia           | Svein Finneide, Ken Ingwersen, Daniel Pandher, Jens Thoresen, Tommy la Verdi, Halvor Holter | Out           |
| 6   | "Chicken Rodeo"        | Dusty Cowshit    | Dusty Cowshit                                                                               | Final         |

### Derde halve finale
| Nr. | Lied              | Artiest                         | Schrijvers                                          | Resultaat     |
| --- | ----------------- | ------------------------------- | --------------------------------------------------- | ------------- |
| 1   | "Rocket Ride"     | Jannicke Abrahamsen             | Knut-Øyvind Hagen, Thomas G:son, Andreas Rickstrand | Siste Sjansen |
| 2   | "Maybe"           | Trine Rein feat. Andreas Ljones | Niclas Molinder, Joachim Persson, Pelle Ankarberg   | Siste Sjansen |
| 3   | "Creator"         | Monica Hjelle                   | Jan Eggum, Kaja Huuse                               | Out           |
| 4   | "Wannabe"         | Crash!                          | Trond "Teeny" Holter                                | Final         |
| 5   | "Here"            | Christina Undhjem               | Eirik Husabø                                        | Out           |
| 6   | "Vil du ha svar?" | Jenny Jensen                    | Mats Larsson, Åsa Karlsstrøm                        | Final         |

### Siste Sjansen
| Nr. | Lied                   | Artiest                       | Schrijvers                                                     | Resultaat |
| --- | ---------------------- | ----------------------------- | -------------------------------------------------------------- | --------- |
| 1   | "Goodbye To Yesterday" | Blue Moon Band                | Kjetil Røsnes, Kirsti Johansen                                 | Out       |
| 2   | "Are You Ready?"       | Stian Joneid                  | Kim A. Hagen, Hans Petter Moen                                 | Out       |
| 3   | "Better Than This"     | Hazen                         | Mikael Jensen, Eivind Skådal, Morten Hazen                     | Out       |
| 4   | "Under stjernene"      | Malin Schavenius              | Thomas Thörnholm, Dan Attlerud, Kurre Westling, Micke Løvdalen | Out       |
| 5   | "Maybe"                | Trine Rein met Andreas Ljones | Niclas Molinder, Joachim Persson, Pelle Ankarberg              | Final     |
| 6   | "Rocket Ride"          | Jannicke Abrahamsen           | Knut-Øyvind Hagen, Thomas G:son, Andreas Rickstrand            | Final     |

## In Helsinki
In 2006 werd Christine Gulbrandsen met het lied Alvedansen 14de. Vanwege dit resultaat in 2006 moest Schanke uitkomen in de halve finale op 10 mei. Waar ze in de halve finale bij de beste tien moest zien te eindigen om kwalificatie af te dwingen voor de grote finale. Dat lukte haar echter niet; ze eindigde op de 18de plaats met 48 punten.

### Gekregen punten

#### Halve Finale
| 12 punten | 10 punten          | 8 punten                        | 7 punten                                | 6 punten                         |
| --------- | ------------------ | ------------------------------- | --------------------------------------- | -------------------------------- |
|           |                    |                                 | - Denemarken - IJsland                  | - Zweden                         |
| 5 punten  | 4 punten           | 3 punten                        | 2 punten                                | 1 punt                           |
|           | - Estland - Spanje | - Andorra - Armenië - Nederland | - Malta - Montenegro - Polen - Portugal | - Finland - Hongarije - Moldavië |

### Punten gegeven door Noorwegen

#### Halve Finale
Punten gegeven in de halve finale:
| 12 punten | IJsland     |
| 10 punten | Hongarije   |
| 8 punten  | Servië      |
| 7 punten  | Letland     |
| 6 punten  | Turkije     |
| 5 punten  | Slovenië    |
| 4 punten  | Denemarken  |
| 3 punten  | Wit-Rusland |
| 2 punten  | Andorra     |
| 1 punt    | Nederland   |

#### Finale
Punten gegeven in de finale:
| 12 punten | Zweden                |
| 10 punten | Servië                |
| 8 punten  | Hongarije             |
| 7 punten  | Turkije               |
| 6 punten  | Bosnië en Herzegovina |
| 5 punten  | Rusland               |
| 4 punten  | Finland               |
| 3 punten  | Letland               |
| 2 punten  | Oekraïne              |
| 1 punt    | Moldavië              |

1960 · 1961 · 1962 · 1963 · 1964 · 1965 · 1966 · 1967 · 1968 · 1969 · 1970 · 1971 · 1972 · 1973 · 1974 · 1975 · 1976 · 1977 · 1978 · 1979 · 1980 · 1981 · 1982 · 1983 · 1984 · 1985 · 1986 · 1987 · 1988 · 1989 · 1990 · 1991 · 1992 · 1993 · 1994 · 1995 · 1996 · 1997 · 1998 · 1999 · 2000 · 2001 · 2002 · 2003 · 2004 · 2005 · 2006 · 2007 · 2008 · 2009 · 2010 · 2011 · 2012 · 2013 · 2014 · 2015 · 2016 · 2017 · 2018 · 2019 · 2020 · 2021 · 2022 · 2023 · 2024 · 2025